# برلمان الغابون
برلمان الغابون (بالإنجليزية: Parliament of Gabon)‏ هي الهيئة التشريعية في الغابون، يقع المقر الرئيسي لها في ليبرفيل، تتكون من المجلس الأعلى Senate of Gabon ‏
الذي يضم 102 مقعداً، والمجلس الأدنى الجمعية الوطنية ‏ الذي يضم 120 مقعداً.